# أليكس وايت (لاعب كرة قاعدة)
أليكس وايت (بالإنجليزية: Alex White)‏ هو لاعب كرة قاعدة أمريكي، ولد في 29 أغسطس 1988 في غرينفيل في الولايات المتحدة.

## وصلات خارجية
- أليكس وايت على موقع دوري كرة القاعدة الرئيسي (الإنجليزية)
- أليكس وايت على موقعبيزبول رفرنس.كوم (الدوري الرئيسي) (الإنجليزية)
- أليكس وايت على موقعبيزبول رفرنس.كوم (الدوري الثانوي) (الإنجليزية)
- أليكس وايت على موقع إي إس بي إن.كوم (أم.أل.بي) (الإنجليزية)
- أليكس وايت على موقع مشجعي الرسوم البيانية (الإنجليزية)